# الاستفتاء على الدستور الأرمني 2015

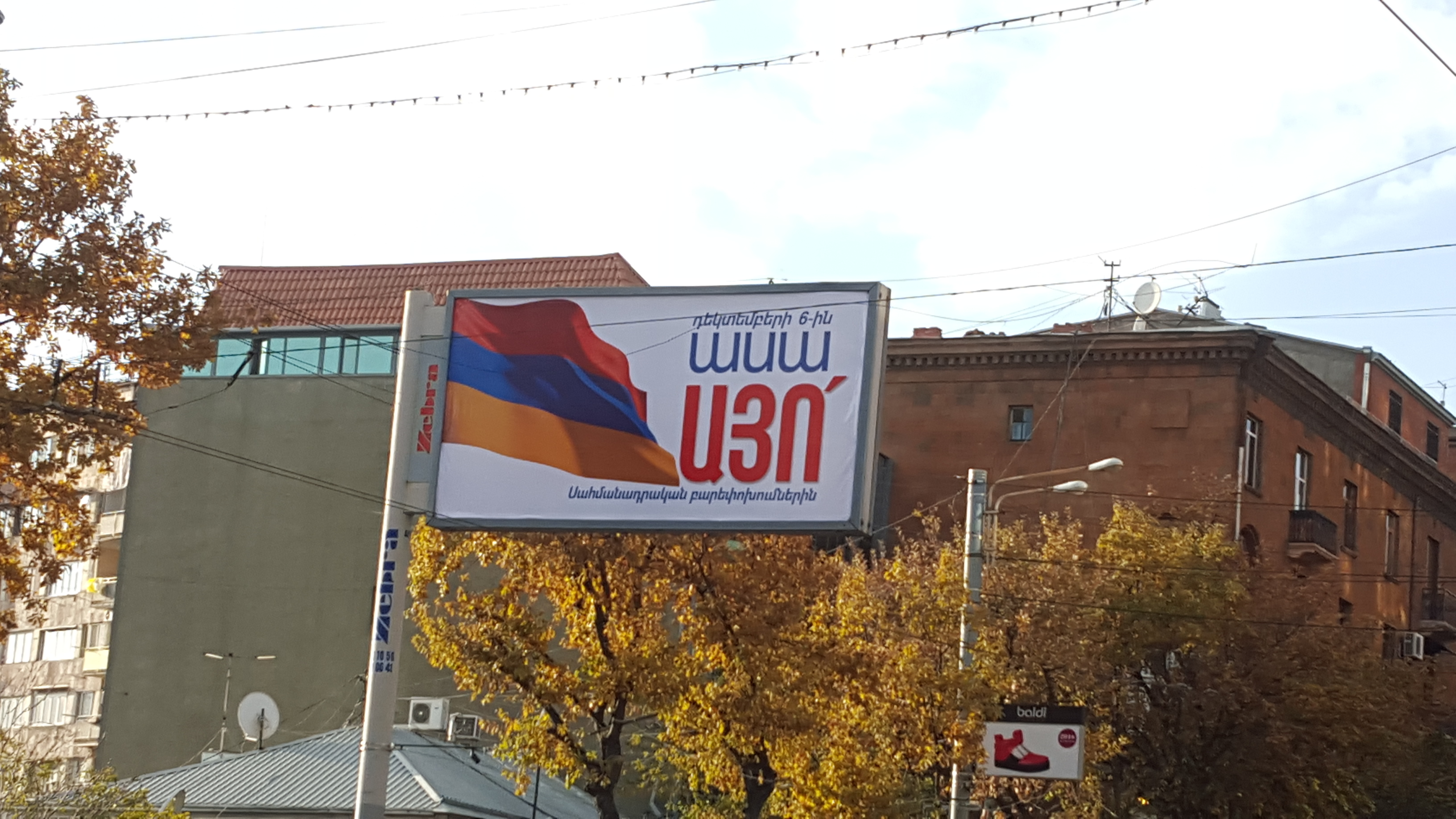

أجري إستفتاء دستوري في أرمينيا في 6 ديسمبر 2015. والتعديلات المقترحة على الدستور سيغير البلاد من وجود نظام شبه رئاسي لكونه جمهورية برلمانية . استفتاء مر مع 66.2٪ من الناخبين تدعم ذلك. كان إقبال الناخبين 50.8٪، اجتياز عتبة 33٪ للتحقق من صحة النتائج.
معارضو الدستور الجديد، الذي اعتبرها وسيلة الرئيس سيرج سركسيان للاحتفاظ بالسلطة بعد انتهاء ولايته الثانية والأخيرة في منصبه، وزعم أن العنف، استخدمت الإكراه و تزوير الانتخابات لضمان التصويت.

## روابط خارجية
- Changes proposed by Constitutional Reform Committee in light of Venice Commission's recommendations
- Draft Constitution (Not including amendments by Venice Commission)
- "Հրապարակվում է Սահմանադրության 1-15-րդ գլուխների նախագծի նախնական տարբերակը (Draft of Chapters 1-15 of the proposed Constitution is published)". MoJ.am. Ministry of Justice of the Republic of Armenia. 4 أغسطس 2015. مؤرشف من الأصل في 2016-03-04. اطلع عليه بتاريخ 2015-10-22.